# Викем, Джон Клементс
Джон Клементс Викем (англ. John Clements Wickham, 21 ноября 1798 — 6 января 1864) — офицер военно-морского флота Великобритании, судья, администратор. В звании лейтенанта служил на гидрографическом корабле Бигль, во время его второго плавания, в котором принял участие Чарльз Дарвин. В 1837—1841 годах — капитан «Бигля».
После своего ухода из Королевского флота с 1843 года был полицейским судьёй района Мортон-Бей колонии Нового Южного Уэльса.

## Ранние годы
Джон Клементс Викем родился в семье офицера Королевского флота Самуэля Викема, который на стороне Британии участвовал в войне за независимость Соединённых Штатов. После поражения королевских сил он покинул Америку и поселился в Шотландии. 16 июня 1795 года Самуэль Викем женился на Эллен Сюзен Нейлор. Джон Викем родился 21 ноября 1798 года, в Лейте.

## Морская карьера
21 февраля 1812 года Джон Клементс Викем поступил на Королевский флот. В 1815 году в должности мичмана был назначен на корабль «Соловей», а в 1818 году переведён на корабль «Гиперион». В 1819 году сдал экзамен на чин лейтенанта.
В 1825 году Джон Викем получил назначение вторым лейтенантом на гидрографический корабль «Адвенчур», которым командовал Филлип Паркер Кинг, сын третьего губернатора Нового Южного Уэльса Филиппа Джидли Кинга. «Адвенчур» и другой корабль экспедиции «Бигль» были направлены в южные воды для обследования берегов южной части Южной Америки и Огненной Земли.
В 1831 году Викем в качестве 1-го лейтенанта был переведён на «Бигль», который под командованием капитана Роберта Фицроя, должен был завершить исследования Патагонии и Огненной Земли, а затем обследовать побережье Чили и Перу. Дальнейший путь экспедиции лежал в Тихий океан к Галапагосским островам, Таити, Западное Самоа, Фиджи и Новой Зеландии. Именно в этой экспедиции принял участие молодой натуралист Чарльз Дарвин. После захода в Австралию, «Бигль» пересёк Индийский океан с заходом на Кокосовые острова и Маврикий. В Атлантическом океане экспедиция посетила остров Святой Елены, острова Вознесения. Баию на побережье Южной Америки и Пернамбуку. Экспедиция вернулась в Англию в 1836 году.
10 января 1837 года он был повышен в звании до капитана и назначен командиром «Бигля» в новой гидрографической экспедиции, которая отправлялась для описания побережья Австралии. Лейтенантом на «Бигль» в этой экспедиции был назначен Джон Лорт Стокс, товарищ Викема по двум первым плаваниям «Бигля».
В 1841 году из-за болезни Викем подал в отставку. Командование «Биглем» было передано лейтенанту Стоксу, который продолжил исследования у берегов Новой Зеландии и в 1843 году завершил путешествие.

## Гражданская служба
После ухода в отставку Джон Викем поселился в Австралии, в штате Новый Южный Уэльс (ныне Квинсленд). Здесь он получил должность полицейского судьи, которую занимал до назначения государственным представителем в Мортон-Бей в 1853 году.
В 1859 году Викем подал в отставку и, покинув Австралию, поселился на юге Франции, в Биаррице. Здесь в 1864 году Джон Клементс Викем умер.